# Pogona minor
Espèce
Synonymes
- Amphibolurus barbatus minor Sternfeld, 1919

Pogona minor est une espèce de sauriens de la famille des Agamidae.

## Répartition

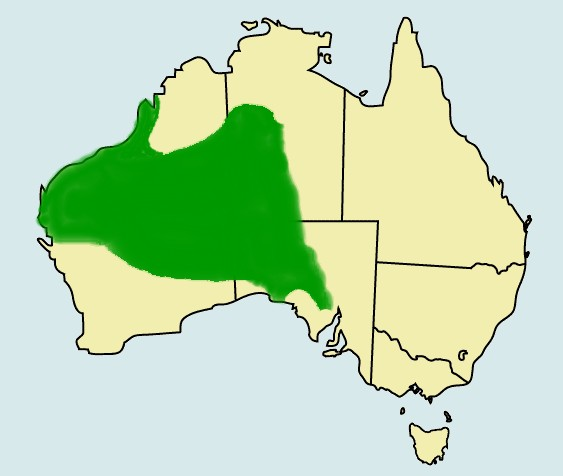
Distribution.

Cette espèce est endémique d'Australie. Elle se rencontre en Australie-Occidentale, en Australie-Méridionale et au Territoire du Nord.

## Description
Ce lézard atteint environ 38 centimètres.
Le nom de l'espèce vient du latin minor, petit, cette espèce étant la plus petite du genre lors de sa découverte.
Néanmoins, en 1985, après la découverte de minor, il s'est avéré que Pogona henrylawsoni (Wells & Wellington,1985) est la plus petite espèce du genre (30 cm).

## Taxinomie
Les sous-espèces Pogona minor mitchelli et Pogona minor minima ont été élevées au rang d'espèce à part entière.

## Publication originale
- Sternfeld, 1919 : Neue Schlangen und Echsen aus Zentralaustralien. Senckenbergiana, vol. 1, p. 76-83 (texte intégral).